# Robert Foxworth
Robert Heath Foxworth (Houston, 1 november 1941) is een Amerikaans acteur en filmregisseur.

## Biografie
Foxworth heeft de high school doorlopen aan de Lamar High School in Houston. Hierna heeft hij gestudeerd aan de Carnegie Mellon universiteit in Pittsburgh en Stanford-universiteit in Stanford (Californië).
Foxworth begon met acteren in het theater, hij maakte in 1969 zijn debuut op Broadway in het toneelstuk King Hnery V. hierna heeft hij nog meerdere rollen gespeeld op Broadway en off-Broadway.
Foxworth begon in 1969 met acteren voor televisie in de televisieserie CBS Playhouse. Hierna heeft hij nog meerdere rollen gespeeld in televisieseries en films, zoals Storefront Lawyers (1970-1971), Airport '77 (1977), Damien: Omen II (1978), Falcon Crest (1981-1987), The Real Adventures of Jonny Quest (1996-1997), Six Feet Under (2001-2003), Syriana (2005) en Transformers (2007).
Foxworth is ook actief als filmregisseur, van 1983 tot en met 1987 heeft hij twaalf afleveringen van de televisieserie Falcon Crest geregisseerd.
Foxworth was van 1964 tot en met 1974 (gescheiden) getrouwd, waaruit hij twee kinderen heedft. Van 28 januari tot en met 18 mei 1995 (haar dood) getrouwd met Elizabeth Montgomery. In 1998 is hij opnieuw getrouwd, met wie hij nu in Encinitas woont.

## Filmografie

### Films
Uitgezonderd korte films.
- 2014 Transformers: Age of Extinction - als Ratchet (stem)
- 2011 Transformers: The Ride – 3D – als Ratchet (stem)
- 2011 Transformers: Dark of the Moon – als Ratchet (stem)
- 2009 Transformers: Revenge of the Fallen – als Ratchet (stem)
- 2007 Kiss the Bride – als Wayne Woodson
- 2007 Transformers – als Ratchet (stem)
- 2006 The Librarian: Return to King Solomon's Mines – als oom Jerry
- 2005 Syriana – als Tommy Barton
- 2003 L.A. Confidential – als vader van Ed Exley
- 2002 Beneath Loch Ness – als Mason
- 1993 For Love and Glory– als Henry Doyle
- 1992 With Murder in Mind – als Bob Sprague
- 1990 Face to Face – als Tobias Williams
- 1990 The Price of the Bride – als kolonel Orlov
- 1989 Beyond the Stars – als Richard Michaels
- 1988 Double Standard – als Leonard Harik
- 1988 The Return of Desperado – als Marcus Dryden
- 1981 Peter and Paul – als Peter de visserman
- 1980 Act to Love – als Andrew Rose
- 1980 The Memory of Eva Ryker – als Norman Hall
- 1980 The Black Marble – als sergeant A.M. Valnikov
- 1979 Prophecy – als Rob
- 1978 Damien: Omen II – als Paul Buhler
- 1978 Death Moon – als Jason Palmer
- 1977 It Happened at Lakewood Manor – als Mike Carr
- 1977 Airport '77 – als Chambers
- 1976 Treasure of Matecumbe – als Jim
- 1976 James Dean – als psychiater
- 1976 The Astral Factor – als luitenant Charles Barrett
- 1974 The F.B.I. Story: The FBI Versus Alvin Karpis, Public Enemy Number One – als Alvin Karpis
- 1974 The Quester Tapes – als Quester
- 1974 Mrs. Sundance – als Jack Maddox
- 1973 The Devil's Daughter – als Steve Stone
- 1972 The New Healers – als dr. Calvin Briggs
- 1972 Another Part of the Forest – als Benjamin Hubbard

### Televisieseries
Uitgezonderd eenmalige gastrollen.
- 2007 Queens Supreme – als rechter Mark Van Leer – 3 afl.
- 2007 Kidnapped – als Benjamin Rand – 2 afl.
- 2004 – 2005 Justice League – als professor Emil Hamilton – 6 afl.
- 2004 Star Trek: Enterprise – als administrateur V'Las – 3 afl.
- 2003 Jeremiah – als president Emerson – 2 afl.
- 2001 – 2003 Six Feet Under – als dr. Bernard Chenowith – 6 afl.
- 2000 Strong Medicine – als dr. Ezra Stowe – 2 afl.
- 2000 City of Angels – als dr. Dan Prince – 4 afl.
- 1998 – 1999 LateLine – als Pearce McKenzie – 17 afl.
- 1996 – 1997 The Real Adventures of Jonny Quest – als Roger T. Bannon (stem) – 14 afl.
- 1996 Star Trek: Deep Space Nine – als admiraal Leyton – 2 afl.
- 1994 – 1995 Babylon 5 – als generaal Hague – 2 afl.
- 1992 2000 Malibu Road – als Hal Lanford - ? afl.
- 1981 – 1987 Falcon Crest – als Chase Gioberti – 155 afl.
- 1973 – 1975 Insight – als Morgan – 3 afl.
- 1973 Wide World Mystery – als dr. Victor Frankenstein – 2 afl.
- 1970 – 1971 Storefront Lawyers – als David Hansen – 23 afl.

### Computerspellen
- 2009  Revenge of the Fallen – als Ratchet

## Theaterwerk opBroadway
- 2007 – 2009 August: Osage County – als Charlie Aiken
- 2004 – 2005 Twelve Angry Men – als jurylid
- 2001 Judgment at Nuremberg – als kolonel Parker
- 1998 Honour – als Gus
- 1997 – 1998 Ivanov – als Matvyei Shabeyelski
- 1993 Candida – als James Mavor Morell
- 1989 – 1990 Love Letters – als Andrew Makepiece Ladd III
- 1972 The Crucible – as John Proctor
- 1969 King Henry V – als Chorus

- Bibliothèque nationale de France: cb140412308 (data)
- Gemeinsame Normdatei: 1267271507
- International Standard Name Identifier: 0000 0000 0886 0436
- Library of Congress Control Number: no95005555
- MusicBrainz: 3eacd710-6414-47ce-a1c6-a7f84471a70a
- Nationale Bibliotheek van Tsjechië: xx0200187
- Nationale Bibliotheek van Israël: 987007447786505171
- Système universitaire de documentation: 158468228
- Virtual International Authority File: 2671877
- WorldCat: E39PBJdCkmDhBdGHYvk9HD3bBP